# Михајло Косовљанин
Михајло Косовљанин (Јагодина, 12. март 1862. — Јагодина, 8. октобар 1925), био је јагодински индустријалац, власник фабрике за производњу пива, данашње Јагодинске пиваре и народни посланик.

## Школовање
Рођен је 1862. године у Јагодини, од оца Јована и мајке Катарине, пореклом са Косова, по чему им је и презиме. Основну школу и Гимназију завршио је у родном месту. Даље школовање наставља у Пешти, где је завршио Трговачку школу, а потом и Пиварску академију у Медлингу и Хемијску технологију на Политехници у Прагу. Избором студија види се његовово опредељење за управљање Пиваром.

## Пивара
Од 1891. године, након смрти брата Светозара, постао је једини власник пиваре коју је, користећи се стеченим знањем, унапредио у модерну индустрију. Осавремењивању пиваре допринео је пролазак железнице кроз Јагодину 1884. године чиме је омогућен увоз машина и извоз пића. „Пивара Михаила Ј. Косовљанина“, како је гласио тадашњи назив, је први српски извозник пива у Бугарску, Грчку, Турску, па и Египат. Процес рада је додатно унапређен набавком парне машине. Производиле су се три врсте пива: бело - „Моравац пиво“, црно - „Косово пиво“ и „Салватор пиво“ - са већим процентом алкохола. Године 1912. као трећа по производњи у Србији, услед јаке конкуренције, пивара је постала акционарско друштво, под називом „Парна пивара и фабрика слада Мих. Косовљанина А. Д. у Јагодини“.

## Породичне прилике
Михаило Косовљанин је био ожењен Калиопом Арменули, коју је упознао током студирања у Пешти. Имали су троје деце: сина Јована и кћерке Даницу и Јелену. Породица Михаила Косовљанина важила је за једну од најугледнијих породица тадашње Јагодине.

## Друштвене активности
Михаило је био близак пријатељ краља Петра I Карађорђевића и Николе Пашића, председника Народне радикалне странке, чији је био члан. Три пута је биран за народног посланика вароши Јагодине. Дугогодишњи је председник Црвеног крста.

## Одликовања
Одликован је:
- Орденом Таковског крста V степена и
- Орденом белог орла V степена.

## Ратне и поратне године
Први светски рат породица Михајла Косовљанина провела је у избеглиштву. Од последица шпанске грознице умрли су његов син Јован и ћерка Даница.
Након рата Михаило покушава да обнови рад Пиваре, у чему га омета лоше здравствено стање. Умире 12. октобра 1925. године.

## Јагодинска пивара
Парна пивара и фабрика слада и квасца Михајла Косовљанина је после Првог светског рата обновљена, под управом директора Јосипа Бекеруса, захваљујући улагањима чешког капитала, а након Другог светског рата, по извршеној национализацији, од 1948. године, постала државно-друштвено власништв, о под називом Парна ливара - фабрика квасца и слада – Светозарево, док је данашњи назив Јагодинска пивара д.о.о.

## Занимљивости
Прва позната јавна скулптура у Јагодини је бронзано попрсје Јована Косовљанина (1818—1882), које је син Михајло, као наследник поставио у кругу пиваре 1904. године. При повлачењу аустроугарских трупа 1918. године, портрет је оштећен и уклоњен са јавног места. Аутор споменика је вајар Симеон Роксандић, и биста представља један од његових раних радова. Споменик се састоји од бронзаног попрсја величине (67 х 55,5 х 17 cm) и правоугаоне бронзане плоче величне (117,5 х 79,5 х 3,7 cm), која носи попрсје. На плочи је крупним ћириличним словима, у рељефу изнад уписано: Оснивалац пиваре, а испод: Јован Н. Косовљанин + априла 1882. Претпоставља се да је портрет био замишљен и остварен као инструмент породичне и политичке пропаганде Михаила Косовљанина, с обзиром да споменик изграђен готово двадесет година након очеве смрти и да је први оснивач фабрике био Филип Станковић, као и због чињенице да је породица била ватрени поборник Карађорђевића, а да је у то време дошло до смене краљевских династија у Србији.